# Lecani (soldat)
Lecani (Lecanius) fou un soldat romà.
És un dels soldats als quals s'atribueix la mort de l'emperador Galba l'any 69, segons diu Tàcit a la seva Historia.